# Melanolophia mutabilis
Melanolophia mutabilis är en fjärilsart som beskrevs av W. Warren 1897. Melanolophia mutabilis ingår i släktet Melanolophia och familjen mätare. Inga underarter finns listade i Catalogue of Life.